# Nepotism (La birou)
„Nepotism” este primul episod al celui de-al șaptelea sezon al serialului american de televiziune de comedie La birou și cel de-al 127-lea episod al serialului. Scris de Daniel Chun și regizat de Jeffrey Blitz, episodul a fost difuzat în premieră pe NBC în Statele Unite ale Americii la 23 septembrie 2010. În episod sunt invitați Kathy Bates ca Jo Bennett, Evan Peters ca Luke Cooper și Hugh Dane ca Hank.
Serialul descrie viața de zi cu zi a angajaților de birou de la filiala din Scranton, Pennsylvania, a companiei fictive de papetărie Dunder Mifflin. În episod, biroul se întoarce împotriva lui Michael Scott când acesta refuză să-l concedieze pe noul asistent de birou, Luke (Peters), care are o atitudine groaznică și se întâmplă să fie nepotul lui Michael. Între timp, după ce a stricat accidental una dintre farsele lui Jim Halpert (John Krasinski), Pam Halpert (Jenna Fischer) încearcă să-i facă o farsă lui Dwight Schrute (Rainn Wilson).
„Nepotism” a primit recenzii în general pozitive de la criticii de televiziune; mulți au comentat despre videoclipul muzical lip dub de la începutul episodului, deși unii au remarcat că episodul nu a adus nimic nou în povestea generală a serialului. Potrivit indicilor Nielsen, episodul a fost vizionat de 8,4 milioane de telespectatori, o ușoară creștere față de premiera sezonului al șaselea, „Bârfe”, și s-a clasat pe locul al doilea în intervalul său de timp.